# إيه إن 52
إيه إن 52 AN-52 هي قنبلة نووية تكتيكية فرنسية، تحملها قاذفة قنابل مقاتلة.  اختبرت لأول مرة في 28 أغسطس 1972، ودخلت الخدمة في أكتوبر من نفس العام. وصنع منها من 80 إلى 100 قنبلة لصالح الطيران التكتيكي الفرنسي، يبلغ طولها 4.2 متر ووزنها 455 كجم. وتميزت بقوة تدميرية منخفضة تتراوح بين 6 إلى 8 كيلوطن.